# Перкинс, Энтони
Э́нтони Пе́ркинс (англ. Anthony Perkins; 4 апреля 1932, Нью-Йорк, Нью-Йорк, США — 12 сентября 1992, Лос-Анджелес, Калифорния, США) — американский актёр, певец и режиссёр. Сын знаменитого театрального актёра Осгуда Перкинса. Наиболее известен по роли Нормана Бейтса в фильме Альфреда Хичкока «Психо» (1960) и его сиквелах.
Номинант на премию «Оскар» и двукратный номинант на премию «Тони».

## Биография

### Семья
Энтони Перкинс родился в Нью-Йорке, в семье актёра Осгуда Перкинса и его жены Джанет Эсселстин (урождённой Рейн). Осгуд был по большей части театральным актёром, тринадцать лет из своей карьеры он выступал на Бродвее, в кино снимался мало и самым заметным фильмом с его участием был «Лицо со шрамом» (1932) с Полом Муни и Борисом Карлоффом в главных ролях. Его карьера на экране длилась пятнадцать лет, вплоть до его смерти в 1937 году. За Перкинсом закрепилось амплуа эксцентричных и взбалмошных героев. Осгуд умер в возрасте сорока пяти лет, когда Энтони было всего пять.
Дедом Энтони по отцовской линии был врач Генри Фелпс Перкинс, а бабушка была домохозяйкой по имени Хелен Вирджиния Перкинс. По настоянию Хелен, которая любила театр, Осгуда с детства обучали играть на скрипке, а также он ходил к тренеру по вокалу. Мать часто водила его с собой в театр, в результате чего Осгуд тоже им увлёкся и решил посвятить жизнь актёрскому мастерству.
Прадедом Энтони по отцовской линии был гравёр Эндрю Варик Стаут Энтони. Он также является потомком одного из пассажиров корабля «Мэйфлауэр», Джона Хоуленда.

### Ранние годы
В 1936 году, когда Энтони было 4 года, родители записали его в детский сад под названием «школа мисс Гарден», куда ходили в основном дети людей, занятых творческими профессиями, «прогрессивное место для неуправляемых детей, таких как я», — говорил позже Энтони Перкинс. В свои четыре года он заикался, также с рождения он был левша и в детстве его даже пытались переучить, чтобы он писал правой рукой. Но в школе Мэй Гарден поощряли его леворукость и там же он перестал заикаться. В 5 лет Энтони переболел туберкулёзом, а позже тяжелой формой скарлатины. Тогда мать отвезла ребёнка во Флориду, чтобы в тёплом климате он восстановил силы после болезни. На юге мальчик увлекся астрономией. С раннего детства Энтони обучали французскому языку. Джанет считала, что мальчик должен расти более мужественным и самостоятельным, и потому в 1942 году перевела его из обычной школы в школу-интернат Брукса, которая находилась на берегу озера Гочичевик в Северном Андовере, штат Массачусетс, в сорока минутах езды от Бостона. Энтони там очень не нравилось, он чувствовал себя чужим и не смог завести знакомства с другими учениками, в школе Брукса он проучился три года.
Дебют Энтони на сцене состоялся в летнем театре Братлборо в Вермонте 30 июня 1947 года в пьесе «Младшая мисс», местная газета Daily Reformer отметила его выступление и упомянула, что он является «потомком покойного великого Осгуда Перкинса». Тогда же он подрабатывал грузчиком и зарабатывал двадцать пять долларов в неделю, это был первый заработок Энтони. В следующем месяце он сыграл роль младшего брата в пьесе Ф. Хью Херберта «Поцелуй и скажи». На этот раз та же газета почти восторгалась: «Пятнадцатилетний Перкинс вызывал смех каждый раз, когда выходил на сцену». 4 августа Энтони исполнил главную роль в комедии «Здесь спал Джордж Вашингтон». Осенью Энтони пошёл в новую школу, это была Бакингемская школа Брауна и Николса, которая находилась всего в нескольких минутах езды от Бруклина.
После он учился в Колумбийском университете и колледже Роллинса.

## Карьера

### Начало карьеры
Будучи в 1953 году студентом колледжа в Делавере, Перкинс участвовал в любительских студенческих спектаклях. Тогда он прочитал в газете, что студия Metro-Goldwyn-Mayer начинает работу над экранизацией пьесы Рут Гордон «Прошлые годы» и набирает актёров. Эта пьеса ставилась в студенческом театре и Перкинс хорошо знал её, так как играл в ней одну из ролей. Он решил поехать на кастинг. Отпросившись дома и в колледже на две недели, Энтони на попутных машинах поехал в Голливуд. Он рассчитывал на одну из ведущих ролей, но его рассматривали в качестве статиста и во время проб снимали только со спины. После этого Перкинс подумал, что его не возьмут в фильм, и уехал обратно в Делавер, но через полгода получил письмо от MGM, в котором говорилось: «Сэр, пожалуйста, срочно приезжайте для участия в костюмной пробе». Фильм получил название «Актриса», а режиссёром выступил Джордж Кьюкор, премьера состоялась в том же 1953 году. К этому времени Перкинс уже твердо решил посвятить жизнь работе актёра. Примерно во время премьеры фильма он уже переехал в Нью-Йорк и искал там работу. Энтони Перкинс сыграл в двух телеспектаклях, после чего в 1954 году его пригласили в театр на Бродвее заменить Джона Керра в пьесе «Чай и симпатия». Эта роль стала большим прорывом для актёра.

### Первая популярность
Перкинс с успехом играл в театре, но хотел сниматься в кино, и когда в 1956 году в Нью-Йорк приехал режиссёр Уильям Уайлер, Перкинс добился встречи с ним, после которой Уайлер предложил последнему роль в фильме «Дружеское увещевание». Перкинс сразу же уехал в Голливуд на съёмки. Эта роль сразу сделала актёра популярным, за неё он получил премию «Золотой глобус» за лучший актёрский дебют среди мужчин и номинацию на премию «Оскар» в категории «Лучшая мужская роль второго плана».

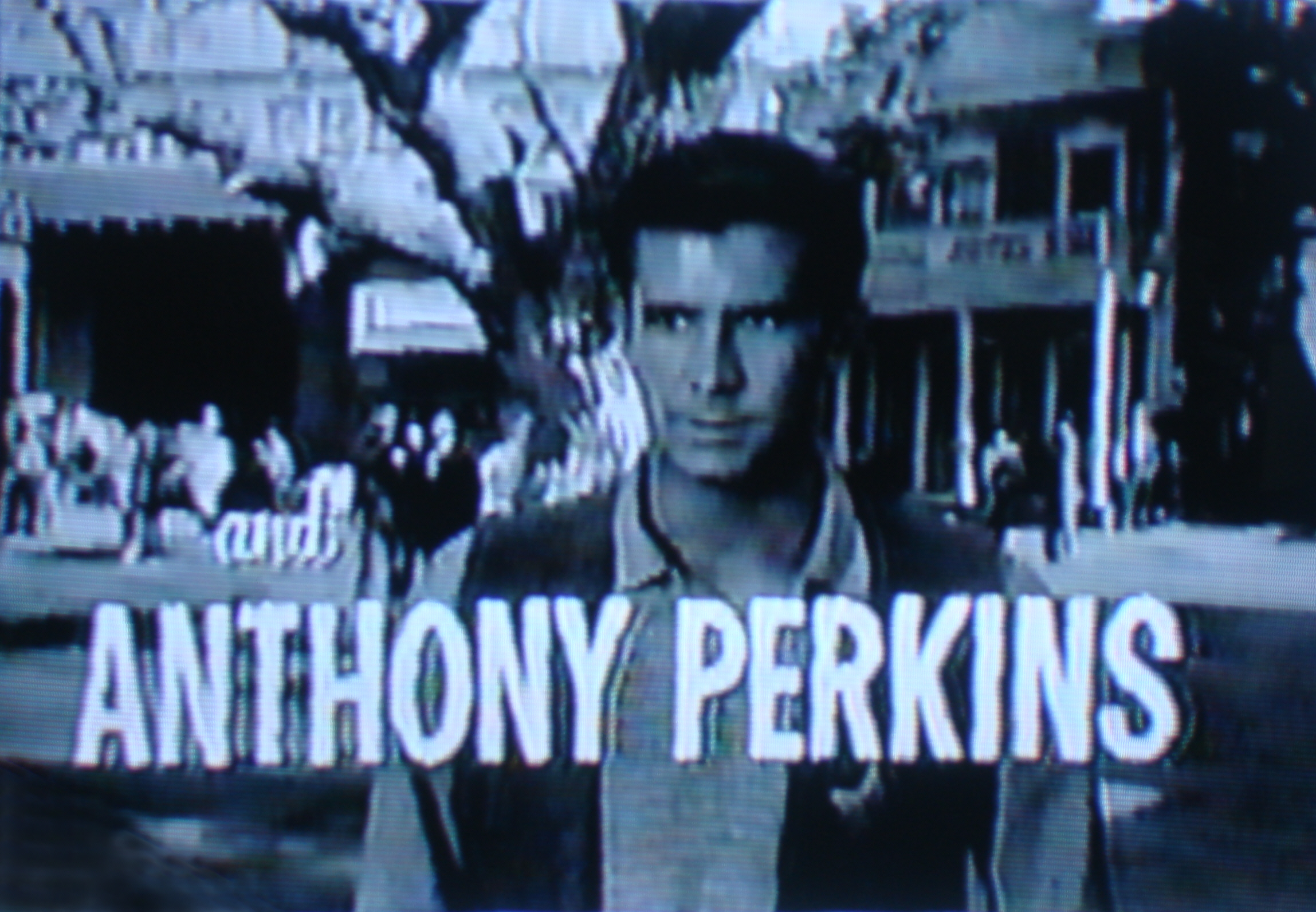
Перкинс в фильме «Жестяная звезда» 1957 года

Его следующей ролью стала роль бейсболиста Джимми Пирсолла в байопике «Страх вырывается наружу» (1957), за которым последовали вестерны «Одинокий человек» (1957) с Джеком Пэлансом и «Жестяная звезда» (1957) с Генри Фондой. В фильме «Жестяная звезда» Перкинс играет слабохарактерного шерифа, его герой «воспринимает шерифскую „жестяную звезду“ как непосильную многопудовую тяжесть». «Знаменателен эпизод фильма, в котором Бен (герой Перкинса) требует, чтобы преступник отдал ему оружие. А тот только смотрит на него и смеётся. По лицу юного шерифа как облака по небу проносятся беспокойные мимолётные настроения: капризная злоба, мальчишеская обида, растерянность, ощущение собственного бессилия, уязвлённая гордость». В этой роли начала зарождаться «актёрская индивидуальность» Перкинса. В том же 1957 году Энтони снялся в фильме Рене Клемана «Этот жестокий век», первой экранизации романа Маргерит Дюрас «Плотина против Тихого океана» (1950). Фильм снимался в Таиланде, хотя по сюжету действия разворачивались в Южном Вьетнаме.
Под именем Тони Перкинс он выпустил три музыкальных альбома в жанре поп на лейблах «Epic» и «RCA Victor». Его сингл под названием «Moon-Light Swim» был хитом в США, достигнув 24 места в Billboard Hot 100 в 1957 году. Свой музыкальный талант Перкинс продемонстрировал в фильме «Сваха» (1958) с Ширли Бут и Ширли Маклейн.
Пожизненный член Актёрской студии, Перкинс продолжал также играл в театре. В 1958 году он был номинирован на премию «Тони» за Лучшую мужскую роль в пьесе в Бродвейской постановке «Взгляни на дом свой, ангел» (1957—1959).
В 1958 году вышел фильм «Любовь под вязами» где Энтони Перкинс играет Эбена Кэбота, одну из главных ролей, а его партнёршей по съёмочной площадке была Софи Лорен. «Образ Эбена у Перкинса не получился: в этой роли он кажется удивительно вялым и зажатым», хотя его роль была очень богата на эмоции. Герой Перкинса оказался полной противоположностью характера самого актёра. Эбен Кэбот — обычный деревенский парень, он тугодум, «действует под влиянием инстинктов, а не рассудка», а Энтони Перкинс же, наоборот, наделён «интеллектуализмом, душевной тонкостью». Всё это время актёр снимался в основном в исторических и костюмированных фильмах, а ему хотелось играть героев — своих современников, в фильмах, которые поднимают более актуальные темы.
И в 1959 году он снялся в фильме «На берегу», действие которого происходило в недалёком будущем. В разгар Холодной войны действие фильма происходило в 1964 году, после ядерной войны, которая стирает с лица земли население северного полушария. Партнёрами Перкинса по площадке были такие звезды, как Грегори Пек и Ава Гарднер, а режиссёром выступил Стэнли Крамер. Перкинс играл молодого лейтенанта Питера Холмса, именно с него и начинался фильм, открывая перед зрителем семейную идиллию, герой Перкинса подавал жене в постель чай, а дочери мороженое. На фоне этой мирной картины по радио говорилось о том, что радиация продолжает распространяться по миру, и заканчивался фильм тем, как Холмс собственными руками отравляет жену и дочь, чтобы они умерли быстро и без мучений от радиации.

### Психо
«Я всегда был благодарен за свою галерею сложных персонажей. Я изо всех сил стараюсь не повторяться. Часто мои герои выглядят милыми и добродушными, что делает их особенно пугающими. Парень, которого я играю, не является откровенно плохим. Обычно он попадает под влияние обстоятельств и наделён достойными уважения качествами. Чаще всего его не подозревают до самого конца фильма. Он обычно выглядит и ведёт себя нормально, пока не проявляется его отклонение. Мой герой становится жестоким, когда в нём что-то щёлкает. Срабатывает психологический механизм, и он срывается с катушек».
В 1960 году Антони Перкинс снимается в фильме Альфреда Хичкока «Психо», экранизации романа Роберта Блоха. В этом фильме он играет необычную для себя роль — маньяка с раздвоением личности, Нормана Бейтса. Одна его ипостась — это одинокий молодой человек, владелец маленького отеля у дороги, а вторая — это его давно умершая мать. В образе «матери» Норман становится убийцей, так как «мать» ревнует своего сына ко всем девушкам, на которых он обращает внимание. Таким образом, Норман неосознанно убивает людей, а после ему в образе самого себя приходится избавляться от тел, ведь он убеждён, что людей убивает его мать. Эта роль стала главной в карьере Перкинса.
Во время выхода «Психо 3» Перкинс сказал: «Я настолько далёк от Нормана, насколько это вообще возможно... Я действительно думаю, что жители Средней Америки думают иначе».

### Карьера в Европе
В 1961 году Перкинс снялся в фильме Анатоля Литвака «Любите ли вы Брамса?», снятом по одноимённой повести Франсуазы Саган. Съёмки фильма проходили в Париже. За роль в этом фильме Перкинс получил премию на Каннском кинофестивале в 1961 году «За лучшую мужскую роль». Его герой Филипп — это «единственный цельный и чистый человек в этом фильме», он наполнен любовью к Поле (Ингрид Бергман). «Перкинс трепетно и тонко передаёт красоту и цельность высокого чувства, противостоящего царящему вокруг отчуждению, притуплению и девальвации эмоций», — писали о его работе в сборнике «Актёры зарубежного кино».

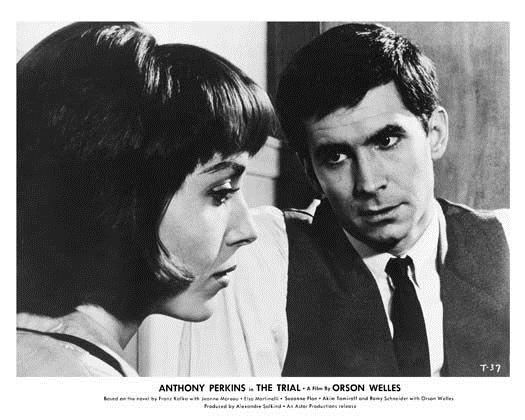
Эльса Мартинелли и Энтони Перкинс в фильме «Процесс» (1962)

Ненадолго в 1962 году Перкинс появляется в Бродвейской пьете «Гарольд», а затем снимается в серии фильмов в Европе. «Федра» (1962) режиссёра Жюля Дассена снималась в Греции; «Пять миль до полуночи» (1962) Литвака с Софи Лорен в главной роли; «Процесс» (1962) Орсона Уэллса по одноимённому роману Франца Кафки; «Меч и весы» (1963) Андре Кайата, снятый во Франции, и «Очаровательная идиотка» (1964) с Брижит Бардо.

## Личная жизнь
Перкинс был крайне застенчивым человеком, особенно в окружении женщин. Согласно его посмертной биографии «Split Image: The Life of Anthony Perkins», написанной Чарльзом Уайнкоффом, почти до сорока лет Перкинс состоял исключительно в однополых отношениях: у него были романы с актёрами Роком Хадсоном и Табом Хантером, фотографами Кристофером Макосом и Патриком Луазо, танцовщиком Рудольфом Нуреевым, композитором Стивеном Сондхаймом и хореографом Гровером Дейлом.
Его первый гетеросексуальный опыт произошёл в возрасте 39 лет с актрисой Викторией Принсипал, с которой он познакомился на съёмках фильма «Жизнь и времена судьи Роя Бина» в 1971 году. На вечеринке в Нью-Йорке в 1972 году Перкинс встретил фотографа Берри Беренсон, она с детства была фанаткой Перкинса. На этой вечеринке она предложила взять интервью у Перкинса, он согласился и с этого началось их знакомство, которое переросло в отношения. Впоследствии Берри забеременела и пара поженилась 9 августа 1973 года. Их старший сын, Оз Перкинс (род. 2 февраля 1974), — актёр и режиссёр, а младший, Элвис Перкинс (род. 9 февраля 1976), — музыкант.

## Смерть
Во время съёмок фильма «Психо 4: В начале» (1990) Перкинсу был поставлен диагноз ВИЧ. Он скончался в своём доме в Лос-Анджелесе 12 сентября 1992 года от пневмонии, развившейся на фоне СПИДа. Его вдова погибла во время терактов 11 сентября 2001 года, находясь на борту рейса AA-11.

## Личность
В детстве Энтони Перкинс был кротким и замкнутым мальчиком, имел плохую осанку и часто конфликтовал, отстаивая свою точку зрения. Один из учащихся Бакингемской школы Брауна и Николса, где несколько лет учился и Перкинс, вспоминал: «Несмотря на свой высокий рост, он был замкнутым, очень деликатным в своём поведении. Он был вкрадчив с людьми, которых боялся, которые его пугали».

## Избранная фильмография

### Актёрские работы
| Год  |     | Русское название                        | Оригинальное название                | Роль                                           |
| ---- | --- | --------------------------------------- | ------------------------------------ | ---------------------------------------------- |
| 1953 | ф   | Актриса                                 | The Actress                          | Фред Уитмарш                                   |
| 1956 | ф   | Дружеское увещевание                    | Friendly Persuasion                  | Джош Бёрдуэлл                                  |
| 1957 | ф   | Страх вырывается наружу                 | Fear Strikes Out                     | Джимми Пирсэлл                                 |
| 1957 | ф   | Одинокий человек                        | The Lonely Man                       | Райли Уэйд                                     |
| 1957 | ф   | Жестяная звезда                         | The Tin Star                         | шериф Бен Оуэнс                                |
| 1958 | ф   | Любовь под вязами                       | Desire Under the Elms                | Ибен Кэбот                                     |
| 1959 | ф   | На берегу                               | On The Beach                         | лейтенант Питер Холмс                          |
| 1959 | ф   | Зелёные поместья                        | Green Mansions                       | Абель                                          |
| 1960 | ф   | Большая история                         | Tall Story                           | Рэй Блент                                      |
| 1960 | ф   | Психо                                   | Psycho                               | Норман Бейтс                                   |
| 1961 | ф   | Любите ли вы Брамса?                    | Aimez-vous Brahms?                   | Филип ван дер Беш                              |
| 1962 | ф   | Процесс                                 | Le Proces                            | Йозеф К                                        |
| 1962 | ф   | Федра                                   | Phaedra                              | Алексис                                        |
| 1964 | ф   | Очаровательная идиотка                  | Une ravissante idiote                | Гарри Комптон / Николай Сергеевич Милютин      |
| 1966 | ф   | Горит ли Париж?                         | Paris brûle-t-il?                    | сержант Уоррен                                 |
| 1967 | ф   | Скандал                                 | Le scandale                          | Кристофер Беллинг                              |
| 1968 | ф   | Сладкий Яд                              | Pretty Poison                        | Деннис Питт                                    |
| 1970 | тф  | Пьеса месяца: Зверь мужского пола       | Play of the Month: The Male Animal   | Томми Тёрнер                                   |
| 1970 | ф   | Уловка-22                               | Catch-22                             | капитан Э. Т. Тэппмен                          |
| 1970 | ф   | ВУСА                                    | WUSA                                 | Рэйни                                          |
| 1970 | тф  | Как ужасно, что это случилось с Алланом | How Awful About Allan                | Аллан                                          |
| 1971 | ф   | Кто-то за дверью                        | Quelqu'un derrière la porte          | Лоренс Джеффрис                                |
| 1971 | ф   | Чудовищная декада                       | La Décade prodigieuse                | Шарль Ван Хорн                                 |
| 1972 | ф   | Играй как по писаному                   | Play It as It Lays                   | Б. З. Менденхолл                               |
| 1972 | ф   | Жизнь и времена судьи Роя Бина          | The Life and Times of Judge Roy Bean | преподобный Ласаль                             |
| 1974 | ф   | Любя Молли                              | Lovin' Molly                         | Гид                                            |
| 1974 | ф   | Убийство в «Восточном экспрессе»        | Murder on the Orient Express         | Маккуин                                        |
| 1975 | ф   | Красное дерево                          | Mahogany                             | Шон Макэвой                                    |
| 1978 | ф   | Запомни моё имя                         | Remember My Name                     | Нил Карри                                      |
| 1978 | тф  | Сначала ты плачешь                      | First, You Cry                       | Артур Хероз                                    |
| 1978 | тф  | Отверженные                             | Les Miserables                       | Жавер                                          |
| 1979 | ф   | Зима приносит смерть                    | Winter Kills                         | Джон Керрути                                   |
| 1979 | ф   | Женщина + женщина                       | Twee vrouwen                         | Альфред                                        |
| 1979 | ф   | Чёрная дыра                             | The Black Hole                       | доктор Алекс Дюран                             |
| 1979 | ф   | Захват в Северном море                  | North Sea Hijack                     | Крамер                                         |
| 1980 | ф   | Двойной негатив                         | Double Negative                      | Лоренс Майлс                                   |
| 1983 | тф  | Грехи Дориана Грея                      | The Sins of Dorian Gray              | Генри Лорд                                     |
| 1983 | ф   | Психо 2                                 | Psycho II                            | Норман Бейтс                                   |
| 1984 | мтф | Парни славы                             | The Glory Boys                       | Джимми                                         |
| 1983 | мтф | К пожизненной ссылке                    | For the Term of His Natural Life     | преподобный Джеймс Нот                         |
| 1984 | ф   | Преступления на почве страсти           | Crimes of Passion                    | преподобный Питер Шейн                         |
| 1986 | ф   | Психо 3                                 | Psycho III                           | Норман Бейтс                                   |
| 1987 | мтф | Наполеон и Жозефина                     | Napoleon and Josephine: A Love Story | Талейран                                       |
| 1988 | ф   | Истребитель                             | Destroyer                            | Роберт Эдвардс                                 |
| 1989 | ф   | На грани безумия                        | Edge of Sanity                       | доктор Генри Джекилл / Джек «Потрошитель» Хайд |
| 1990 | тф  | Дочь мрака                              | Daughter of Darkness                 | Антон / принц Константин                       |
| 1990 | тф  | Сегодня вечером я опасна                | I'm Dangerous Tonight                | профессор Бьюкенен                             |
| 1990 | тф  | Психо 4: В начале                       | Psycho IV: The Beginning             | Норман Бейтс                                   |
| 1992 | ф   | Демон перед глазами                     | Der Mann nebenan                     | Артур Джонсон                                  |
| 1992 | ф   | Голая мишень                            | Los gusanos no llevan bufanda        | Эль Мекано                                     |
| 1992 | тф  | В лесной чаще                           | In the Deep Woods                    | частный детектив Пол Миллер                    |

### Режиссёрские работы
- 1986 — «Психо 3» / Psycho 3
- 1988 — «Везучка» / Lucky Stiff

### На русском
- Актёры зарубежного кино. Выпуск 10-й / под ред. Н. Мервольфа. — Ленинград: Искусство, 1976. — 192 с. — 150 000 экз.

### На английском
- Garfield, David. A player's place: The story of the Actors Studio. — New York: Macmillan Publishing Co., 1980. — 308 p. — ISBN 978-0025426504.
- Palmer, Laura Kay. Osgood and Anthony Perkins: A Comprehensive History of Their Work in Theatre, Film, and Other Media, with Credits and an Annotated Bibliography. — McFarland & Company, 1991. — 411 p. — ISBN 9780899505770.
- Winecoff, Charles. Split Image: The Life of Anthony Perkins. — New York: Dutton, 1996. — 512 p. — ISBN 978-0525940647. — ISBN 0525940642.